# Zapolice (Zduńska Wola)
Pour les articles homonymes, voir Zapolice.
Zapolice est une localité polonaise, siège de la gmina de Zapolice, située dans le powiat de Zduńska Wola en voïvodie de Łódź.